# Zuringpalpmot
De zuringpalpmot (Aroga velocella) is een vlinder uit de familie tastermotten (Gelechiidae). De wetenschappelijke naam is, als Gelechia velocella, in 1839 voor het eerst geldig gepubliceerd door Zeller in het tijdschrift Isis. De wetenschappelijke naam van de soort wordt ook wel geciteerd als Aroga velocella (Duponchel, 1838), gepubliceerd in deel 11 van Histoire naturelle des lépidoptères ou papillons de France. In dat geval is het basioniem Lita velocella. Deel 11 van de Histoire zou echter later verschenen zijn dan de datum 1838 op de titelpagina aangeeft. Beide auteurs citeren overigens de naam "Lita velocella" van Tischer, een niet geldig gepubliceerde naam.
De soort komt voor in Europa.